# لن يمروا

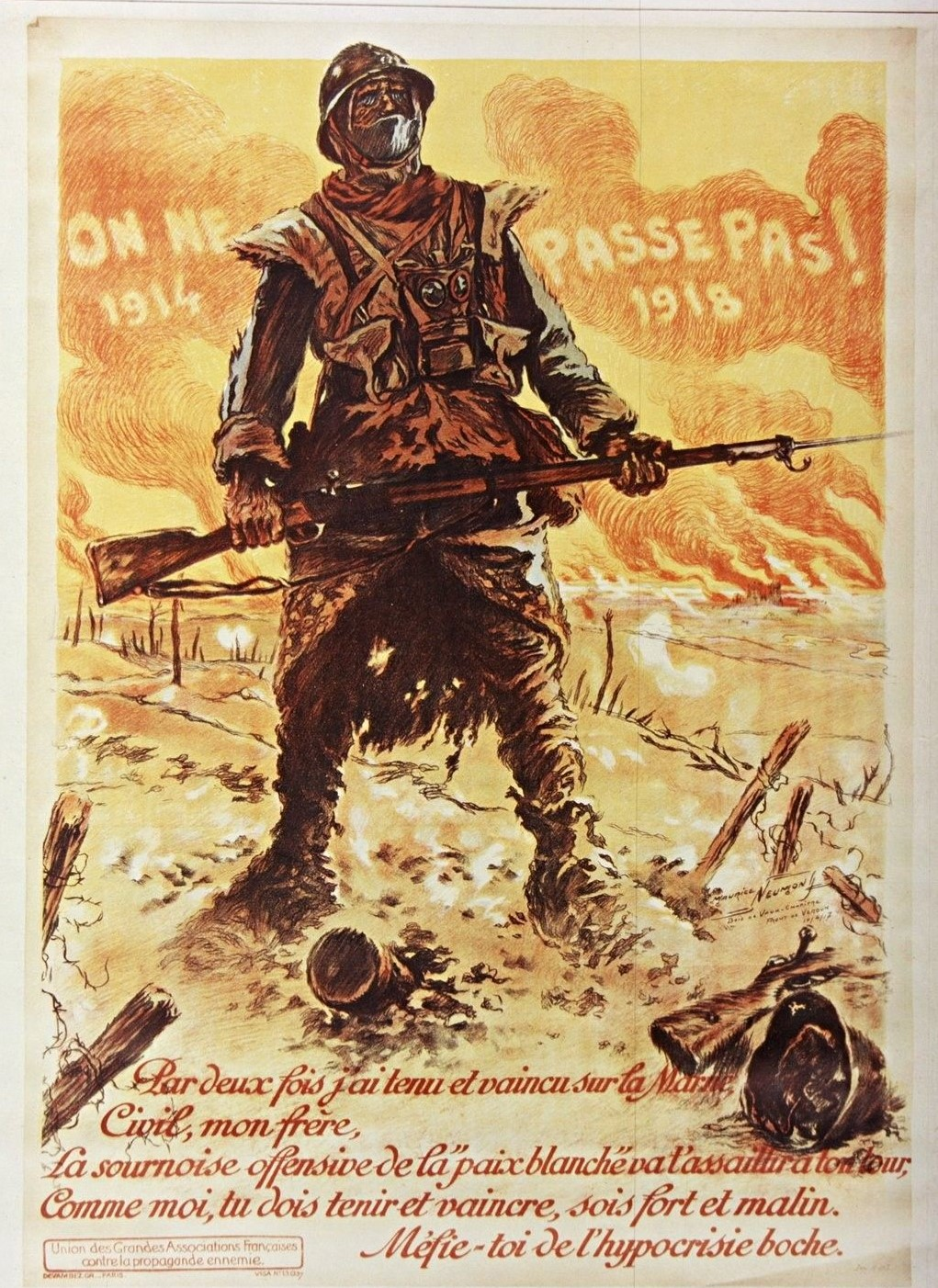
On Ne Passe Pas! لن يمروا!
ملصق دعاية روجها موريس نيومونت

لن يمروا (بالفرنسية: Ils ne passeront pas/On ne passe pas) (بالإسبانية: ¡No pasarán!) هو شعار يستخدم للتعبير عن التصميم على الدفاع عن موقف ضد العدو. وكان أشهر استخدام لها خلال معركة فردان في الحرب العالمية الأولى بواسطة الجنرال الفرنسي روبرت نيفل.

## معرض صور

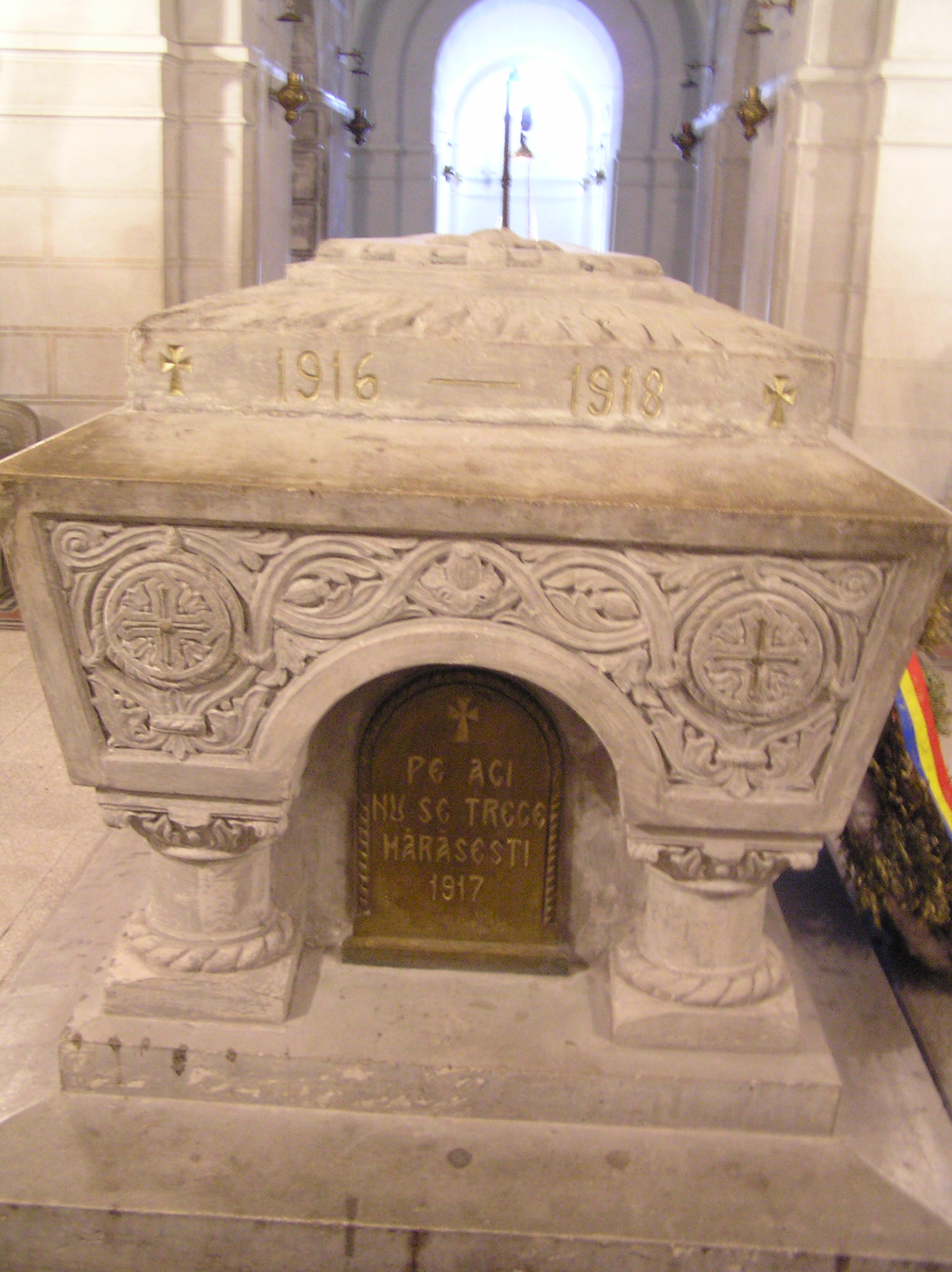
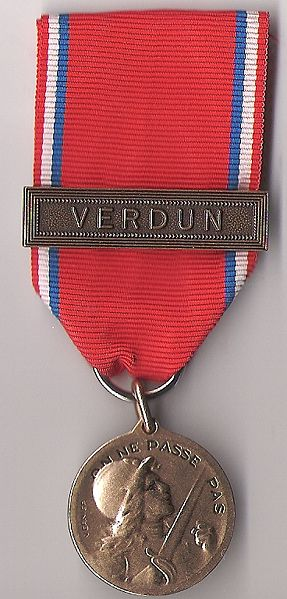
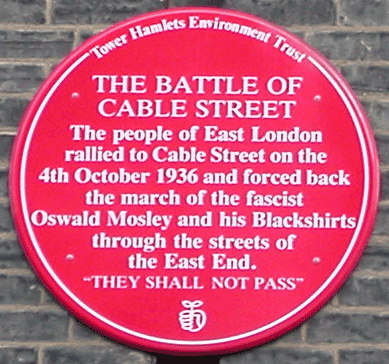